# Ноэль (фильм)
«Ноэль» (англ. Noel) — американская драма, снятая режиссёром Чеззом Палминтьери в 2004 году.

## Сюжет
Нина (Пенелопа Крус) вскоре должна выйти замуж за полицейского Майка (Пол Уокер), но после очередного припадка ревности девушка уходит от него. Приехав к своим родственникам, она встречается со случайно зашедшей на праздник Розой (Сьюзан Сарандон) — сорокалетней издательницей, вынужденной последние десять лет ухаживать за своей больной матерью Хелен, и поэтому отношения с мужчинами у неё не складываются. Роза сталкивается с чудом, которое началось в соседней палате. В это время Майк терпит преследования Арти (Алан Аркин) — престарелого владельца кафе, уверенного, что после реинкарнации душа его жены очутилась в теле полицейского.
После того, как у Арти случается сердечный приступ, Майк отвозит старика в больницу, куда приехал также и чудак Жюль (Маркус Томас), готовый нанести себе увечья, чтобы провести в больнице Рождество, как четырнадцать лет назад — лучшее Рождество в его жизни.
Все эти встречи меняют жизни героев.

## В ролях
| Актёр           | Роль                |
| --------------- | ------------------- |
| Пенелопа Крус   | Нина Васкес         |
| Сьюзан Сарандон | Роуз Коллинз        |
| Пол Уокер       | Майк Райли          |
| Робин Уильямс   | Чарли Бойд          |
| Рашель Лефевр   | Холли               |
| Алан Аркин      | Арти Вениселос      |
| Чезз Палминтери | Аризона             |
| Маркус Томас    | Джулс Калверт       |
| Джон Доман      | доктор Мэттью Барон |
| Дэниэл Санжата  | Марко               |
| Сони Маринелли  | Денис               |
| Билли Портер    | Ренди               |
| Кармен Эджого   | доктор Батисте      |

## Саундтрек
- «Angels We Have Heard on High» в исполнении Daughters of St. Paul Choir
- «Micaela» в исполнении Sonora Carruseles
- «Joy to the World» и «O Christmas Tree» в исполнении Sidney James
- «Do Love You» в исполнении Adrian Painter
- «Something» в исполнении The Cary Brothers
- «The First Noel» в исполнении Gina Rene & Gabriel Rene
- «Silent Night» и «Good King Wenceslas» в исполнении Arthur Holden
- «Winter Light» в исполнении Adam Pascal

А также «Three Kings», «Deck the Halls», «We Wish You a Merry Christmas», «Greensleeves», «Letras de Taberna» и «Home for the Holidays».